# Radulichnus
Radulichnus (лат.) — ихнород, который включает окаменевшие следы, оставленные радулой моллюсков в процессе питания. Как и для любого ихнотаксона, классификация основана на внешнем сходстве следов и не обязательно предполагает генетическую близость организмов, оставивших схожие следы. Окаменелости этого типа часто играют важную роль в установлении образа жизни и классификации ископаемых животных. Например, остатки кимбереллы, обнаруженные невдалеке от следов Radulichnus, позволили предположить, что кимберелла относилась к типу моллюсков или родственному им таксону.